# Eva Hillered
Karin Eva Maria Hillered, född den 4 april 1958, är en svensk artist, låtskrivare, författare och coach i sång och låtskriveri. 
Eva Hillered är vd för och grundare av Sångskolan på nätet.
Hillered har i många år arbetat som körsångerska och har körat och samarbetat med många artister: Bob Manning, Py Bäckman, Anne Grete Preus (Norge), Eva Dahlgren, Rolf Wikström, Anders Glenmark, Brian Kramer, Peter Lundblad, Jess Klein, med flera.
Hillered har bland annat samarbetat med Tom Kimmel och Dana Cooper.
Hon har skrivit boken Lathund för låtskrivare, utgiven på Norstedts förlag 2009.
1994 startade Eva Hillered tillsammans med fem andra kvinnliga artister skivbolaget Diva.
1989 var Eva Hillered SKAP-stipendiat (Sveriges kompositörer och textförfattare).
Vid Grammisgalan 1988 nominerades Hillered i kategorin "Årets nykomling".

## Diskografi
- ” I can't Leave This House" Hill Songs (2020)
- "Sjömansvisa med lyckligt slut", Hill Songs (2020)
- "Both Feet On The Ground" Hill Songs (2019)
- "New Me", Hill Songs/Hemifrån (2018)
- "True North”, Hill Songs/Hemifrån (2014)
- ”Heaven & Hill”, Hill Songs/Naxos/Hemifrån (2011)
- ”Hill Songs”, Hill Songs/Border (2008)
- ”Life Line”, Hill Songs/Border (2005)
- ”Hjärtats röda mening”, Hawk records (2004)
- "Fehling/Hillered Live", Musicano records (2001)
- "Öppningsskedet", med musik till pjäsen med samma namn, skriven av Eva Tivell och Eva Hillered för Arbetslivsinstitutet (1997)
- "Jag vet", Diva Records (1995)
- "Stråets längd", Record Station (1990)
- "Inte varför utan hur", (Grammisnominerad), Record Station (1988)

## Teater/Kabaréföreställningar
- "Passion x 3 -  En interaktiv musikföreställning med sånger från albumet New Me, producerad av Maria Blom (2018)
- Öppningsskedet", teatermusik, beställningsverk av arbetslivsinstitutet (1997)
- "Cornelis Anamma", Riksteatern (1994)
- "Ballad på en soptipp", Riksteaterns föreställning med Cornelis Vreeswijks musik som turnerade över hela Sverige med 150 föreställningar. Föreställningen dokumenterades med CD:n "Cornelis Anamma" där Eva sjunger fyra låtar. (1993–1995)
- Kabarén "Min bror var enda barnet", tillsammans med Kickan Holmgren (1991)
- "En kvinnas bekännelser", en egen föreställning som spelades på Mosebacke i Stockholm (1992)
- "Det är tufft att bli hel - jag vet", en enkvinnasföreställning med stå-uppkomik och sitt-nertragik om könsrollerna inom oss. (1995)